# 모리카와 미호
모리카와 미호(일본어: 森川美穂, 1968년 5월 5일 ~)은 일본의 가수, 배우이다. 본명은 에나미 미호(일본어: 榎並美穂)이다. 오사카부 출신이다. 1983년 야마하 보컬 오디션에서 그랑프리를 수상했고, 1985년 7월 21일 아이돌 가수로 데뷔했다. 애니메이션 《신비한 바다의 나디아》의 주제가 〈ブルーウォーター 〉를 불렀다. 현재 오사카 예술대학의 준교수를 맡고 있다.

## 경력

### 영화
- 007 제19탄 - 언리미티드 - 카지노 손님 역